# استودیوی ۶۶۶
استودیوی ۶۶۶ (به انگلیسی: Studio 666) یک فیلم کمدی ترسناک فراطبیعی به کارگردانی بی‌جی مک‌دانل با فیلمنامه‌ای از جف بوهلر و ربکا هیوز بر اساس داستانی از دیو گرول است. گرول در این فیلم در کنار تیلور هاوکینز، نیت مندل، پت اسمیر، کریس شیفلت و رامی جافی، هم گروه‌هایش از فو فایترز و ویتنی کامینگز، لسلی گروسمان، ویل فورته، جنا اورتگا و جف گارلین در این فیلم ظاهر می‌شود.
استودیو ۶۶۶ در تاریخ ۲۵ فوریه ۲۰۲۲ توسط اوپن رود فیلمز در ایالات متحده شد و نقدهای متفاوتی دریافت کرد.

## طرح داستان
در حالی که فو فایترز برای ضبط دهمین آلبوم خود در عمارت انسینو تلاش می‌کند، دیو گرول، رهبر گروه، مجبور می‌شود با نیروهای ماوراء طبیعی داخل خانه مبارزه کند.

## بازیگران
فو فایترز:
- دیو گرول - خواننده اصلی، گیتار
- تیلور هاوکینز – درامز
- نیت مندل – گیتار بیس
- پت اسمیر – گیتار
- کریس شیفلت – گیتار
- رامی جافی – کیبورد، پیانو

علاوه بر این، ویتنی کامینگز، ویل فورته، جف گارلین، لسلی گروسمان، کری کینگ و جنا اورتگا در نقش‌های فاش نشده ظاهر خواهند شد. لایونل ریچی خواننده در نقش خودش ظاهر خواهد شد. مارتی ماتولیس و جیسون تراست در نقش «سرایدار» و «تِک» انتخاب شدند.

## تولید
در نوامبر ۲۰۲۱، گزارش شد که فیلمی با بازی فو فایترز با عنوان استودیوی ۶۶۶ مخفیانه فیلمبرداری شده‌است. این گروه در کنار ویتنی کامینگز، لسلی گروسمان، ویل فورته، جنا اورتگا و جف گارلین به ایفای نقش می‌پردازند. جان رمزی و جیمز آ. روتا تهیه‌کننده فیلم هستند، در حالی که هم گروه‌ها به عنوان تهیه‌کننده اجرایی خدمت می‌کنند. بی جی مک دانل، فیلمساز هچت ۳، این فیلم را کارگردانی کرد و بر اساس فیلمنامه‌ای از جف بولهر و ربکا هیوز و داستانی از دیو گرول ساخته شد.
فیلمبرداری در همان خانه ای انجام شد که گروه آلبوم دارو در نیمه شب را ضبط کرد. با نزدیک شدن به پایان فیلمبرداری در اوایل سال ۲۰۲۰، تولید به دلیل دنیاگیری کووید-۱۹ در ایالات متحده آمریکا تعطیل شد. ماه‌ها بعد تولید در لس‌آنجلس از سر گرفته شد و یکی از اولین فیلم‌هایی بود که در طول دنیاگیری این کار را انجام داد. شش روز فیلمبرداری برای پایان فیلم برنامه‌ریزی شده بود، اما با توجه به مقرراتی که برای فیلمبرداری ایمن وضع شده بود، در نهایت سه هفته طول کشید.

## انتشار
استودیو ۶۶۶ در تاریخ ۲۵ فوریه ۲۰۲۲ توسط اوپن رود فیلمز در سینماها اکران شد.

## بازخورد
در وبگاه جمع‌آوری نقد راتن تومیتوز، ٪۵۶ از ۱۲۱ بررسی منتقدان مثبت است و میانگینِ امتیاز آن ۵٫۴/۱۰ است. اجماع این وبگاه چنین می‌نویسد: «استودیو ۶۶۶ سبک کمدی-ترسناک خود را کاملاً به ۱۱ نمی‌رساند، اما اگر حال و هوای آن را داشته‌باشید، این فیلم سفری فوق‌العاده شاد و سرگرم‌کننده است.» این فیلم در متاکریتیک که از میانگین وزنی استفاده می‌کند، بر اساس نظر ۲۶ منتقدین امتیاز ۵۰ از ۱۰۰ را کسب کرده که نشان‌گر «نقدهای مختلط یا متوسط» است.